# أنستسيا بلاتونوفا
أناستازيا أليكساندروفنا بلاتونوفا (الروسية: Анастасия Александровна Платонова) هي راقصة جليدية تنافسية روسية. ولدت في 28 أغسطس 1986 في موسكو، روسيا.

## روابط خارجية
- أنستسيا بلاتونوفا على موقع الاتحاد الدولي للتزلج (الإنجليزية)
- أنستسيا بلاتونوفا على موقع الاتحاد الدولي للتزلج (الإنجليزية)